# Graz Giants 2009
Questa voce raccoglie le informazioni riguardanti i Graz Giants nelle competizioni ufficiali della stagione 2009.

## Prima squadra

### Austrian Football League 2009

#### Stagione regolare
| Innsbruck 28 marzo 2009, ore 15:15 1ª giornata | Tirol Raiders                                       | 22 – 29 (0-8 8-14 7-7 7-0) referto | Graz Giants | Tivoli-Neu Stadion (2500 spett.)\| Arbitri: \| O. Wahl T. Kuntschik Ulicny H.C. Albrecht Windsteig \| |
| Arbitri:                                       | O. Wahl T. Kuntschik Ulicny H.C. Albrecht Windsteig |                                    |             | |

| Graz 4 aprile 2009, ore 14:00 2ª giornata | Graz Giants                                       | 37 – 12 (20-2 7-10 0-0 10-0) referto | Vienna Vikings | Stadion Eggenberg (2400 spett.)\| Arbitri: \| Savicevic A. Fritz Tod Hoelbinger Korntheuer Leue \| |
| Arbitri:                                  | Savicevic A. Fritz Tod Hoelbinger Korntheuer Leue |                                      |                | |

| Graz 11 aprile 2009, ore 14:00 3ª giornata | Graz Giants                                      | 50 – 57 (14-14 7-22 15-0 14-21) referto | Danube Dragons | Stadion Eggenberg (700 spett.)\| Arbitri: \| Lair Ulicny Hofbauer Windsteig R. Moelbling Leue \| |
| Arbitri:                                   | Lair Ulicny Hofbauer Windsteig R. Moelbling Leue |                                         |                |                                                                                                  |

| 19 aprile 2009 4ª giornata | Cineplexx Blue Devils | 13 – 23 (6-0 0-10 0-6 7-7) referto | Graz Giants | (400 spett.) |

| Korneuburg 2 maggio 2009, ore 17:00 5ª giornata | Danube Dragons                                            | 16 – 34 (7-7 7-0 2-13 0-14) referto | Graz Giants | Rattenfängerstadion (1000 spett.)\| Arbitri: \| Hofbauer H. Dungler Savicevic G. Schiller D. Mueller Leue \| |
| Arbitri:                                        | Hofbauer H. Dungler Savicevic G. Schiller D. Mueller Leue |                                     |             | |

| Graz 9 maggio 2009, ore 16:00 6ª giornata | Graz Giants                                       | 37 – 13 (7-0 10-0 13-7 7-6) referto | Black Lions | Stadion Eggenberg (1000 spett.)\| Arbitri: \| Leue Ulicny Hölbling E. Schreiber Korntheuer Lair \| |
| Arbitri:                                  | Leue Ulicny Hölbling E. Schreiber Korntheuer Lair |                                     |             | |

| Graz 24 maggio 2009, ore 16:00 8ª giornata | Graz Giants                                                  | 42 – 56 (7-13 14-20 7-8 21-15) referto | Tirol Raiders | Stadion Eggenberg (1400 spett.)\| Arbitri: \| Lair Leue H.C. Albrecht R. Hoeblinger E. Scheiber D. Mueller \| |
| Arbitri:                                   | Lair Leue H.C. Albrecht R. Hoeblinger E. Scheiber D. Mueller |                                        |               | |

| Vienna 7 giugno 2009, ore 15:00 9ª giornata | Vienna Vikings | 31 – 17 (7-7 7-10 7-0 10-0) referto | Graz Giants | Hohe Warte Stadion (2500 spett.) |

#### Playoff
| Graz 28 giugno 2009, ore 16:00 Semifinale | Graz Giants                                          | 35 – 28 (7-17 13-6 21-9 7-0) referto | Danube Dragons | Stadion Eggenberg (2000 spett.)\| Arbitri: \| Savicevic E. Scheiber Korntheuer Leue Lair Windsteig \| |
| Arbitri:                                  | Savicevic E. Scheiber Korntheuer Leue Lair Windsteig |                                      |                | |

| Arbitri: | Savicevic Lair Windsteig |

| |           | |
| C. Kipperer Q1 (FG) 24yd C. Kipperer Q2 (FG) 37yd C. Cleveland Q3 (TD) 13yd pass from C. Gunn M. Muheize Q4 (TD) 6yd run C. Kipperer Q4 (pat) | Marcatori | R. Maher Q3 (TD) 9yd pass from P. Jobstmann P. Kramberger Q3 (pat) D.Kovacs Q4 (TD) 53yd pass from C.Gross J.Cravalho Q4 (tpc) rush J.Cravalho Q4 (TD) 4yd run P. Kramberger Q4 (pat) |

### European Football League 2009

#### Playoff
| Graz 16 maggio 2009, ore 16:00 Quarti di finale | Graz Giants                                                       | 20 – 6 (0-0 0-0 6-0 14-6) referto | Templiers d'Élancourt | Stadion Eggenberg (1600 spett.)\| Arbitri: \| C. Ball T. Koenig O. Wahl Windsteig G. Johann Ulicny A. Savicevic \| |
| Arbitri:                                        | C. Ball T. Koenig O. Wahl Windsteig G. Johann Ulicny A. Savicevic |                                   |                       | |

| La Courneuve 13 giugno 2009, ore 18:00 Semifinale | Flash de La Courneuve | 35 – 33 (6-7 16-14 0-0 13-12) referto | Graz Giants | Stade Marville |

### Statistiche di squadra
| Competizione      | %Vittorie | In casa | In casa | In casa | In casa | In casa | In casa | In trasferta | In trasferta | In trasferta | In trasferta | In trasferta | In trasferta | Totale | Totale | Totale | Totale | Totale | Totale |
| Competizione      | %Vittorie | G       | V       | N       | P       | Pf      | Ps      | G            | V            | N            | P            | Pf           | Ps           | G      | V      | N      | P      | Pf     | Ps     |
| ----------------- | --------- | ------- | ------- | ------- | ------- | ------- | ------- | ------------ | ------------ | ------------ | ------------ | ------------ | ------------ | ------ | ------ | ------ | ------ | ------ | ------ |
| Stagione regolare | .625      | 4       | 2       | 0       | 2       | 166     | 138     | 4            | 3            | 0            | 1            | 103          | 82           | 8      | 5      | 0      | 3      | 269    | 220    |
| Playoff           | .500      | 2       | 1       | 0       | 1       | 54      | 50      | 0            | 0            | 0            | 0            | 0            | 0            | 2      | 1      | 0      | 1      | 54     | 50     |
| Playoff           | .500      | 1       | 1       | 0       | 0       | 20      | 6       | 1            | 0            | 0            | 1            | 33           | 35           | 2      | 1      | 0      | 1      | 53     | 41     |
| Totale            | .583      | 7       | 4       | 0       | 3       | 240     | 194     | 5            | 3            | 0            | 2            | 136          | 117          | 12     | 7      | 0      | 5      | 376    | 311    |

## Seconda squadra

### Austrian Football Division 2 2009

#### Stagione regolare
| 5 aprile 2009 1ª giornata | Graz Giants 2 | 18 – 41 (6-20 6-7 0-14 6-0) | Lower Austria Titans | (200 spett.) |

| 18 aprile 2009 3ª giornata | Styrian Bears | 49 – 0 (7-0 14-0 7-0 21-0) | Graz Giants 2 | (150 spett.) |

| 2 maggio 2009 4ª giornata | Amstetten Thunder | 26 – 6 (14-0 6-6 0-0 6-0) | Graz Giants 2 | (250 spett.) |

| 10 maggio 2009 5ª giornata | Graz Giants 2 | 26 – 44 (6-0 6-25 7-7 7-12) | Vienna Knights | (100 spett.) |

| 23 maggio 2009 7ª giornata | Graz Giants 2 | 15 – 51 (7-7 8-18 0-7 0-19) | Styrian Bears | (100 spett.) |

| 6 giugno 2009 9ª giornata | Lower Austria Titans | 35 – 6 (7-0 0-6 0-0 28-0) | Graz Giants 2 | (100 spett.) |

### Statistiche di squadra
| Competizione      | %Vittorie | In casa | In casa | In casa | In casa | In casa | In casa | In trasferta | In trasferta | In trasferta | In trasferta | In trasferta | In trasferta | Totale | Totale | Totale | Totale | Totale | Totale |
| Competizione      | %Vittorie | G       | V       | N       | P       | Pf      | Ps      | G            | V            | N            | P            | Pf           | Ps           | G      | V      | N      | P      | Pf     | Ps     |
| ----------------- | --------- | ------- | ------- | ------- | ------- | ------- | ------- | ------------ | ------------ | ------------ | ------------ | ------------ | ------------ | ------ | ------ | ------ | ------ | ------ | ------ |
| Stagione regolare | .000      | 3       | 0       | 0       | 3       | 59      | 136     | 3            | 0            | 0            | 3            | 12           | 110          | 6      | 0      | 0      | 6      | 71     | 246    |
| Totale            | .000      | 3       | 0       | 0       | 3       | 59      | 136     | 3            | 0            | 0            | 3            | 12           | 110          | 6      | 0      | 0      | 6      | 71     | 246    |